# Theophrastus redivivus
Il Theophrastus redivivus è un trattato filosofico anonimo di fine Seicento, redatto in latino, probabilmente in area francese. Il titolo è un'allusione a un'opera perduta di Teofrasto di Ereso. Tra i manoscritti clandestini del XVII secolo, risalta per il carattere radicale, apertamente materialista ed ateo.

## Contenuto
Il libro è un compendio di argomenti contro la religione e la fede in Dio, tratti da autori classici e rinascimentali, come Protagora, Lucrezio, Sesto Empirico, Machiavelli, Pietro Pomponazzi, Giulio Cesare Vanini, Michel de Montaigne, ecc.
Sostiene in particolar modo che la religione sia un’arte politica con la quale i legislatori hanno capovolto l'uguaglianza naturale, imponendo un ordine artificiale, facendo leva sulle passioni elementari dei sottoposti, soprattutto sulla paura e la speranza.

## Citazione
Non sembra davvero che vi sia alcuna religione, per cui non valga la definizione di mera superstizione e di assurdo errore. Tutte infatti insegnano che vi è una qualche divinità da adorare, non importa quale essa sia; alcune indicano come divinità gli animali e gli uomini, altre si rivolgono a potenze diverse: ma tutte si perdono dietro a finzioni, indotte dalla superstizione a venerare cose vane come se fossero vere.

## Schema del lavoro
Il "Theophrastus redivivus" è diviso in sei trattati, ciascuno a sua volta suddiviso in più capitoli.
Tractatus primus - Qui est de Diis - A proposito degli Dei
Tractatus secundus - Qui est de Mundo - Informazioni sul mondo
Tractatus tertius - Qui est de religione  - Sulla religione
Tractatus quartus - Qui est de anima et de inferis - Circa l'anima e l'inferno
Tractatus quintus - Qui est de contemnenda morte - Sul disprezzo per la morte
Tractatus sextus - Qui est de vita secundum natura - Sulla vita naturale

## Manoscritti esistenti
Oggi sono conosciuti e conservati solo i seguenti quattro manoscritti:
Vienna, Oesterreichische Nationalbiblìothek, cod, 11451;
Vienna, Oesterreichische Nationalbibliothek, codd. 10405 e 10406;
Parigi, Bibliothèque Nationale, ms. lat. 9324;
Lennik (Belgio), Collection prof. dr. Jerooin Vercruysse.